# Élections législatives de 1951 à Saint-Pierre-et-Miquelon
Les élections législatives françaises de 1951 se tiennent le 17 juin. Ce sont les deuxièmes élections législatives de la Quatrième République.

## Mode de scrutin
Le mode d'élection choisit pour ce département est le scrutin uninominal à un tour.
Dans le territoire de Saint-Pierre-et-Miquelon, un seul député est à élire.

## Élus
| Député sortant             | Parti | Parti | Député élu ou réélu | Parti | Parti |
| -------------------------- | ----- | ----- | ------------------- | ----- | ----- |
| Dominique-Antoine Laurelli |       | MRP   | Alain Savary        |       | SFIO  |

## Résultats

### Résultats à l'échelle du département
|          | SFIO     | Alain Savary                 | 1 306 | 55,74  |  |  |
|          | MRP      | Dominique-Antoine Laurelli * | 932   | 39,78  |  |  |
|          | UDSR     | Pierre Merli                 | 105   | 4,48   |  |  |
|          |          |                              |       |        |  |  |
| Inscrits | Inscrits | Inscrits                     | 2 605 | 100,00 |  |  |
| Votants  | Votants  | Votants                      | 2 371 | 91,02  |  |  |
| Exprimés | Exprimés | Exprimés                     | 2 343 | 98,82  |  |  |